# Specjacja parapatryczna
Specjacja parapatryczna jest procesem, który zachodzi, gdy nowo powstające gatunki są jedynie częściowo izolowane geograficznie (stanowią części ciągłej populacji), czyli osobniki są w stanie przekraczać bariery rozdzielające części populacji.  Barierą izolującą w takim przypadku jest klimat lub duże odległości pomiędzy poszczególnymi częściami populacji. Specjacja parapatryczna zachodzi więc wśród gatunków odznaczających się znacznym rozprzestrzenieniem.